# Aeolis Mensae
Le Aeolis Mensae sono una struttura geologica della superficie di Marte.